# Luttange
Luttange – miejscowość i gmina we Francji, w regionie Grand Est, w departamencie Mozela.
Według danych na rok 1990 gminę zamieszkiwały 682 osoby, a gęstość zaludnienia wynosiła 53 osób/km² (wśród 2335 gmin Lotaryngii Luttange plasuje się na 491. miejscu pod względem liczby ludności, natomiast pod względem powierzchni na miejscu 429.).